# Nollvektor
En nollvektor är, inom linjär algebra, en vektor bestående endast av nollor: {\displaystyle (0,0,...,0)}. En nollvektor brukar skrivas symboliskt som {\displaystyle {\vec {0}}}, 0, eller 0. En nollvektor har ingen riktning och är vinkelrät mot alla andra vektorer med lika många komponenter.

## Linjär algebra
I linjär algebra är nollvektorn definierad som det neutrala elementet för vektoraddition i ett vektorrum, likt {\displaystyle {\vec {v}}+{\vec {0}}={\vec {v}}}.

### Egenskaper
- Nollvektorn är unik. Om a och b är nollvektorer gäller att {\displaystyle a=a+b=b}.
- Nollvektorn är resultatet vid skalärmultiplikation med skalären noll av alla vektorer.
- Mängden {\displaystyle \{0\}} är ett vektorrum med endast ett element.
- Nollvektorn är, av sig själv linjärt beroende, så att varje mängd av vektorer som innehåller nollvektorn är linjärt beroende.
- I ett normerat rum är nollvektorn den enda vektorn med norm lika med noll.

## Seminormerade rum
I seminormerade rum kan det finnas flera vektorer vars seminorm är lika med noll. Dessa vektorer kallas ofta nollvektorer.